# Surinam na Letních olympijských hrách 1984
Surinam se účastnil Letní olympiády 1984 v americkém Los Angeles. Zastupovalo ho 5 mužů ve 3 sportech.

## Seznam všech zúčastněných sportovců
| Číslo | Jméno            | Pohlaví | Věk | Sport    |
| ----- | ---------------- | ------- | --- | -------- |
| 1     | Siegfried Cruden | Muž     | 24  | Atletika |
| 2     | Tito Rodrigues   | Muž     | 18  | Atletika |
| 3     | Hugo Goossen     | Muž     |     | Plavání  |
| 4     | Anthony Nesty    | Muž     | 24  | Plavání  |
| 5     | Mohamed Madhar   | Muž     | 20  | Judo     |